# Рустамова, Зебинисо Сангиновна
Зебинисо Сангиновна Рустамова — председатель Ассоциации олимпийцев Республики Таджикистан. Заслуженный мастер спорта СССР (1984).

## Биография
Зебинисо Рустамова родилась 29 января 1955 года в Таджикистане. В настоящее время проживает в г. Душанбе. Имеет двойное гражданство (Таджикистан, Россия).

Цитата из интервью:

— Чем вы сейчас заняты?
— Сейчас я председатель Ассоциации олимпийцев Республики Таджикистан и после Лондонской Олимпиады хочу сложить свои полномочия, потому что истекли четыре года и, думаю, что на эту должность должны быть избраны другие наши олимпийские чемпионы или призёры Игр. Кроме того, у меня есть Центр поддержки женщин и детей. Я работала в проекте «Восток Запад» — Таджикистан (ныне AFEW-Таджикистан) и сейчас работаю в проекте Евросоюза по профилактике ВИЧ-СПИДА и снижения бедности в Согдийской области. Сейчас я создала свой клуб стрельбы из лука и после работы занимаюсь с детьми, подростками и молодёжью. Благодарна руководству области и города, которые приобрели для нас луки и стрелы.

## Спортивные достижения
Чемпионка мира в личном и командном зачёте 1975 года, чемпионка мира в командном зачёте 1985 и 1987 годов, бронзовый призёр Олимпийских игр в Монреале 1976 года, многократная чемпионка и призёр чемпионатов Европы в личном и командном зачёте с 1976 по 1987 год, серебряный призёр соревнований «Дружба» 1984 года, многократная чемпионка СССР в 1975—1987 годах, многократная рекордсменка мира, Европы, СССР, многократная чемпионка международных турниров. 

#### Награды
Отмечена медалью «За трудовую доблесть», орденом «Знак Почёта», почётными грамотами Верховного Совета Таджикской ССР, ЦК ВЛКСМ, ЛКСМ Таджикской ССР и другими наградами.
| Летние Олимпийские игры 1976 | Летние Олимпийские игры 1976 | Золото          | Серебро                | Бронза                   |
| Женщины                      | Личное первенство            | Люанн Рион, США | Валентина Ковпан, СССР | Зебинисо Рустамова, СССР |

## Фильм
В 1980 году был снят художественный фильм «Золотая стрела» (режиссёр Сайдо Курбанов) — спортивная драма по мотивам биографии З. Рустамовой, главную роль исполнила Светлана Петросьянц.